# 846 (szám)
A 846 (római számmal: DCCCXLVI) egy természetes szám.

## A szám a matematikában
A tízes számrendszerbeli 846-os a kettes számrendszerben 1101001110, a nyolcas számrendszerben 1516, a tizenhatos számrendszerben 34E alakban írható fel.
A 846 páros szám, összetett szám, kanonikus alakban a 21 · 32 · 471 szorzattal, normálalakban a 8,46 · 102 szorzattal írható fel. Tizenkettő osztója van a természetes számok halmazán, ezek növekvő sorrendben: 1, 2, 3, 6, 9, 18, 47, 94, 141, 282, 423 és 846.
A 846 négyzete 715 716, köbe 605 495 736, négyzetgyöke 29,08608, köbgyöke 9,45780, reciproka 0,0011820. A 846 egység sugarú kör kerülete 5315,57477 egység, területe 2 248 488,128 területegység; a 846 egység sugarú gömb térfogata 2 536 294 608,0 térfogategység.